# Tasche (Mara Sattei)
Tasche è un singolo della cantante italiana Mara Sattei, pubblicato il 27 aprile 2023.

## Descrizione
Primo singolo discografico pubblicato attraverso la Island Records, dopo la cessione del contratto con la Sony Music, il brano è stato scritto dalla stessa cantante assieme ad Alessandro La Cava e prodotto da Zef. La cantante ha raccontato il processo creativo e il significato del brano:
(Mara Sattei)

## Accoglienza
Fabio Fiume di All Music Italia assegna al brano un punteggio di 5 su 10, definendolo come una «botta di vita» per lo stile della Sattei, con una «matrice dance» che tuttavia «non ha molto altro oltre la cassa battente». Fiume sottolinea che il brano «va via in maniera fugace, senza lasciare granché», ritenendo opportuno che venisse «riempito un po’ nella base, magari con qualche effetto elettronico più potente». Gabriele Fazio dell'Agenzia Giornalistica Italia scrive che Tasche risulti musicalmente «spinto» e «martellante», trovandolo un «tentativo riuscito giusto a metà».
Claudio Cabona di Rockol definisce la canzone «tutta da ballare» e musicalmente «efficace», sebbene affermi che la produzione di Zef meritasse «maggior respiro» e con «meno parole a solcarla». Billboard Italia sottolinea che il brano sia «un ritorno e allo stesso tempo un nuovo inizio» per la cantante, in cui «mostra un lato inedito» attraverso «atmosfere decisamente più danzerecce ed elettroniche».

## Video musicale
Il video, diretto da Bendo, è stato pubblicato il 3 maggio 2023 sul canale YouTube della cantante.

## Tracce
Testi e musiche di Sara Mattei, Alessandro La Cava e Stefano Tognini.
1. Tasche – 3:17